# 신석기 쇠퇴
신석기 쇠퇴(新石器衰退)는 신석기 시대인 약 기원전 3450년에서 3000년 사이 유라시아 서부에서 일어난 인구의 급격한 감소 현상이다. 인구 감소에 대해서는 큰 이견이 없으나 그 구체적 원인에 대해서는 논쟁이 계속되고 있다. 신석기 시대는 건설된 정착지가 주기적으로 버려지고 다시 정착하는 일이 반복되어 왔지만 약 5,400년 전 이후 수 많은 정착지가 영구적으로 버려지는 일이 일어났다. 신석기 정착지의 소멸은 인구 감소에 의한 것으로 초기 농경이 소빙기 등의 기후 변화를 포함한 여러 조건 악화로 곡물 생산량이 떨어진 것이 주요 원인이라는 견해와 정착생활과 함께 사람들 주변에 번성하게 된 동물들이 옮겨온 전염병이 큰 이유였을 것이라는 견해가 있다. 2024년 덴마크 코펜하겐대 프레데리크 시어스홀름 박사가 이끄는 국제연구팀은 스칸디나비아반도의 후기 신석기 농경사회 유골 108 구를 분석하고 17 %에 해당하는 18명이 페스트균에 감염되었던 것으로 분석하였다. 약 120년 동안 적어도 세 차례의 흑사병 유행이 있었고 이 가운데 세 번째 균은 강한 독성인자를 보였다.
신석기 시대 유라시아 지역의 인구는 농업 혁명으로 약 5950년 전 - 5550년 전까지 인구가 증가되어 왔으며 도예, 바퀴, 축산과 같은 기술의 발달이 이를 촉진하였다. 그러나 신석기 쇠퇴 이후 유라시아 서부의 인구는 크게 감소하였고 약 4800년 전(기원전 2850년)부터 폰토스-카스피 스텝에서 동유럽과 중앙유럽으로 인도유럽어족이 이동하였다.

## 페스트
유라시아 전역에서 발견되는 페스트균 감염 유골은 신석기 쇠퇴의 추정 시기와 일치한다. 또한 라트비아와 스웨덴과 같은 지역에서는 5,000년 전까지 거슬러 올라가는 페스트 게놈이 발견되었다.

### 유럽
라트비아 리뉴칼른스에 묻힌 약 5,000년 전 유골은 페스트균에 감염되어 있었다. 이 균은 약 7,000년 전 Y. pseudotuberculosis에서 분리된 초기 페스트균이다.
스웨덴 팔뷔그덴의 괴크헴 교구 프랄세고르덴의 무덤에는 약 4,900년 전 짧은 시기 동안 사망한 79 구의 유골이 포함되어 있으며 이 가운데 두 유골의 치아에서 페스트균 균주 조각이 발견되었다. 이 균주는 "플라스미노겐 활성제 유전자"를 포함하고 있어 사람들 사이에 공기중으로 전파되는 극도로 치명적인 폐페스트가 번졌을 것으로 보인다. 수렵 체집 생활과 달리 밀집된 촌락을 이루는 정착 생활에서 폐페스트는 마을 주민 모두가 사망하는 원인이 될 수 있다.
중부유럽의 신석기 문화인 바르트베르크 문화에 나타나는 고인돌의 일종인 거대석실분에는 수십에서 수백 명의 유골이 함께 묻혀있다. 킬 대학교 연구팀은 석실분에 묻힌 133 명의 유골 가운데 단 두 명만이 페스트에 감염되었다고 분석하고 따라서 페스트가 있었더라도 대유행은 일어나지 않았다고 결론지었다. 함께 묻힌 개의 유골에서도 균이 발견되었지만 개가 감염 경로 역할을 하였는지는 정확치 않아 추가적인 연구가 필요하다.
다른 지역에서 발견된 2,800년 전에서 5,000년전 사이의 유골에서 확인한 고대 페스트균은 아직 쥐에 의한 전파를 일으키는 독소가 없어 그때까지는 벼룩이 매개 동물로 작용하지는 않았을 것이다.

### 아시아
2011년 중국 내몽골 자치구에 있는 하민 망하에서 약 100여 구의 유골이 포개진 유적이 발견되었다. 이 유적은 약 5,000년 전 무렵 신석기 시대의 것이다. 한 장소에 이렇게 많은 유골이 매장된 것은 여러 이유가 있을 수 있지만 다른 사람들이 한꺼번에 옮겨 매장한 것이라는 점을 시사하는 유골의 배치와 온전한 상태로 옮겨진 시신이 불태워졌다는 점, 그리고 별다른 유물이 없다는 점은 이들이 전염병에 의해 사망하였을 것이란 가설을 뒷받침한다. 이보다 동북쪽의 미아오지고우 유적(廟子溝遺跡)에서도 비슷한 형태가 발견되었지만 고고학자들은 이러한 무덤 형태의 원인을 추정하지는 않았다.

### 반론
킬 대학교 연구원들의 연구를 포함한 일부 연구들은 페스트가 신석기 쇠퇴의 원인이라는 가설에 이의를 제기했다. 라트비아에서 수렵채집인을 감염시킨 페스트균은 현대의 것과 달리 벼룩에 의한 가래톳페스트를 유발할 수는 없었고 폐페스트는 대유행을 일으키기엔 전염성이 약하기 때문이다. 감염이 확인된 유골도 감염에 따른 영향이 얼마나 컸는 지는 확인할 수 없고 바르트베르크 문화의 거대석실분에서 확인된 것과 같이 동시대의 많은 유골가운데 극히 일부만이 페스트균에 감염되었으므로 대유행이 있지는 않았을 것이라 추정할 수 있기 때문이다.

### 고대 페스트균 유전자 연구
페스트균 역시 시간에 따라 변이를 계속하여 왔다. 신석시 시대 페스트균과 현대 페스트균 사이의 연관성에 대한 연구에서 스웨덴의 신석기 시대 페스트균은 후대에 발생한 페스트균들의 공통조상으로 확인되었으나 당시 페스트균은 공기 전파를 통한 폐페스트를 발생시킬 수는 있어도 벼룩을 통한 감염 능력은 부족한 것으로 나타났다. 중세 시대까지 악명을 떨친 벼룩을 통해 전파되는 페스트는 신석기 쇠퇴 이후 몇 백년이 지난 뒤에 별도로 발생되었다.

## 기후 변화
약 11,700년 무렵 끝난 최종빙기 이후 지구는 기후가 점차 따듯해 지는 간빙기를 맞았으나 기후 변화가 일률적으로 진행되지는 않았다. 약 8,000년 전 무렵과 약 4,200년 무렵 등은 뚜렷한 소빙기를 보여 초기 농경 사회의 농업 생산량 감소에 적지않은 영향을 주었고 당시 인류의 주된 식량이었던 어패류 역시 감소하였다. 이러한 기후 변화는 인구의 감소와 이동을 동시에 불러왔을 것으로 보인다. 그러나 이러한 인구 변화는 일시적인 것으로 농경의 발달과 함께 생산량이 증대되며 인류는 해안과 강가에서 벗어나 내륙 깊숙히 정착지를 확대하게 된다.